# 潘久芬
潘久芬，1890年—1964年，民国时期银行家、实业家，也是海派书画家、收藏家，中国银行元老之一。浙江余姚人。

## 生平
1890年生于浙江余姚县。早年在大清户部任职，后户部成立大清银行而就职于大清银行。民国元年后入职中国银行上海分行，历任中银上海营业部主任、代理经理。1935年10月，选为上海市银行商业同业公会理事。曾任中国保险公司代理董事长。抗战中留守上海银行业。1943年，发起创立中国丝业股份有限公司。1945年任中国银行厦门分行经理，又任中国银行赴外总稽核。1949年后，任中国银行民股董事。1964年于上海辞世。
热衷慈善公益事业，曾与同事史久鳌合资创办久久小学（名字中都含有“久”字，因而命名）。又斥资捐助育才孤儿院，梨洲中学(今余姚中学)等教育公益机构。